# Johan Hübner von Holst
Johan Hübner von Holst (n. 22 august 1881, Stockholm, Suedia-Norvegia – d. 13 iunie 1945, Stockholm, Suedia) a fost un trăgător de tir ce a reprezentat Suedia, medaliat olimpic. A participat la 2 ediții ale Jocurilor Olimpice (1908, 1912) în care a câștigat două medalii de aur, două medalii de argint și o medalie de bronz.